# Modave
Modave (wa. Modåve) – miejscowość i gmina (commune) w Belgii, w Regionie Walońskim, w prowincji Liège, w okręgu Huy. 1 stycznia 2024 roku liczyła 4207 mieszkańców.

## Podział administracyjny
W skład gminy wchodzą trzy dzielnice (section):
- Outrelouxhe
- Strée
- Vierset-Barse

## Współpraca
Miejscowości partnerskie:
- Baulmes, Szwajcaria
- Saugues, Francja